# Хугана (аэропорт)
Аэропорт Хугана (ИКАО: FBXG) обслуживает «Xugana Island Lodge», место отдыха в районе дельты Окаванго, Ботсвана.

## Характеристики
Аэропорт находится на высоте 3100 футов (945 м) над среднем уровнем моря.
У него есть одна взлётно-посадочная полоса номер 01/19 с травяным покрытием длиной 1050 м.